# Kurzbahnweltmeisterschaften 1997
| Kurzbahnweltmeisterschaften 1997 | Kurzbahnweltmeisterschaften 1997 |
| -------------------------------- | -------------------------------- |
| Veranstaltungsort                | Göteborg                         |
| Teilnehmende Nationen            | 71                               |
| Teilnehmende Athleten            | 501                              |
| Entscheidungen                   | 32                               |
| Eröffnung                        | 17. April 1997                   |
| Abschluss                        | 20. April 1997                   |

| Medaillenspiegel | Medaillenspiegel               | Medaillenspiegel | Medaillenspiegel | Medaillenspiegel | Medaillenspiegel |
| Platz            | Land                           | G                | S                | B                | Gesamt           |
| ---------------- | ------------------------------ | ---------------- | ---------------- | ---------------- | ---------------- |
| 1                | Australien                     | 9                | 2                | 8                | 19               |
| 2                | Volksrepublik China            | 6                | 5                | 2                | 13               |
| 3                | Schweden                       | 3                | 3                | 1                | 7                |
| 4                | Deutschland                    | 2                | 6                | 5                | 13               |
| 5                | USA                            | 2                | 5                | 6                | 13               |
| 6                | Costa Rica Kuba Venezuela      | 2                | 0                | 0                | 2                |
| 9                | Vereinigtes Königreich         | 1                | 1                | 4                | 6                |
| 10               | Brasilien                      | 1                | 1                | 0                | 2                |
| 11               | Dänemark Belarus               | 1                | 0                | 0                | 2                |
| 13               | Russland                       | 0                | 3                | 1                | 4                |
| 14               | Polen Slowakei Ukraine         | 0                | 1                | 1                | 2                |
| 17               | Japan Neuseeland Rumänien      | 0                | 1                | 0                | 1                |
| 20               | Kanada Niederlande Puerto Rico | 0                | 0                | 1                | 1                |

Die Kurzbahnweltmeisterschaften 1997 im Schwimmen fanden vom 17. bis 20. April 1997 in Göteborg statt und wurden vom internationalen Schwimmverband FINA organisiert.

## Zeichenerklärung
- WR – Weltrekord

## Schwimmen Männer

### Freistil

#### 50 m Freistil
| Platz | Land            | Athlet            | Zeit     |
| ----- | --------------- | ----------------- | -------- |
| 1     | Venezuela       | Francisco Sánchez | 00:21,80 |
| 2     | Verein. Königr. | Mark Foster       | 00:22,03 |
| 3     | Puerto Rico     | Ricardo Busquets  | 00:22,17 |

#### 100 m Freistil
| Platz | Land       | Athlet            | Zeit     |
| ----- | ---------- | ----------------- | -------- |
| 1     | Venezuela  | Francisco Sánchez | 00:47,86 |
| 2     | Brasilien  | Gustavo Borges    | 00:48,16 |
| 3     | Australien | Michael Klim      | 00:48,21 |

#### 200 m Freistil
| Platz | Land        | Athlet         | Zeit     |
| ----- | ----------- | -------------- | -------- |
| 1     | Brasilien   | Gustavo Borges | 01:45,45 |
| 2     | Neuseeland  | Trent Bray     | 01:45,81 |
| 3     | Deutschland | Lars Conrad    | 01:46,44 |

#### 400 m Freistil
| Platz | Land       | Athlet           | Zeit     |
| ----- | ---------- | ---------------- | -------- |
| 1     | Dänemark   | Jacob Carstensen | 03:43,44 |
| 2     | USA        | Chad Carvin      | 03:43,73 |
| 3     | Australien | Grant Hackett    | 03:43,83 |

#### 1500 m Freistil
| Platz | Land            | Athlet        | Zeit        |
| ----- | --------------- | ------------- | ----------- |
| 1     | Australien      | Grant Hackett | 14:39,54 WR |
| 2     | Deutschland     | Jörg Hoffmann | 14:40,67    |
| 3     | Verein. Königr. | Graeme Smith  | 14:46,85    |

### Schmetterling

#### 100 m Schmetterling
| Platz | Land       | Athlet         | Zeit        |
| ----- | ---------- | -------------- | ----------- |
| 1     | Schweden   | Lars Frölander | 00:51,95 WR |
| 2     | Australien | Geoff Huegill  | 00:51,99    |
| 3     | Australien | Michael Klim   | 00:52,02    |

#### 200 m Schmetterling
| Platz | Land            | Athlet          | Zeit     |
| ----- | --------------- | --------------- | -------- |
| 1     | Verein. Königr. | James Hickman   | 01:55,55 |
| 2     | Ukraine         | Denys Sylantjew | 01:55,76 |
| 3     | Australien      | Scott Goodman   | 01:55,94 |

### Rücken

#### 100 m Rücken
| Platz | Land       | Athlet         | Zeit        |
| ----- | ---------- | -------------- | ----------- |
| 1     | Kuba       | Neisser Bent   | 00:52,77 WR |
| 2     | USA        | Brian Retterer | 00:53,06    |
| 3     | Australien | Adrian Radley  | 00:53,36    |

#### 200 m Rücken
| Platz | Land                | Athlet          | Zeit     |
| ----- | ------------------- | --------------- | -------- |
| 1     | Kuba                | Neisser Bent    | 01:54,21 |
| 2     | Volksrepublik China | Wang Wei        | 01:54,82 |
| 3     | Russland            | Wladimir Selkow | 01:55,15 |

### Brust

#### 100 m Brust
| Platz | Land        | Athlet             | Zeit     |
| ----- | ----------- | ------------------ | -------- |
| 1     | Schweden    | Patrik Isaksson    | 00:59,99 |
| 2     | Russland    | Stanislaw Lopuchow | 01:00,05 |
| 3     | Deutschland | Jens Kruppa        | 01:00,18 |

#### 200 m Brust
| Platz | Land        | Athlet           | Zeit     |
| ----- | ----------- | ---------------- | -------- |
| 1     | Belarus     | Alexander Goukow | 02:09,25 |
| 2     | Russland    | Andrei Kornejew  | 02:09,28 |
| 3     | Deutschland | Jens Kruppa      | 02:10,53 |

### Lagen

#### 200 m Lagen
| Platz | Land        | Athlet           | Zeit     |
| ----- | ----------- | ---------------- | -------- |
| 1     | Australien  | Matthew Dunn     | 01:57,46 |
| 2     | Deutschland | Christian Keller | 01:58,35 |
| 3     | USA         | Ron Karnaugh     | 01:59,12 |

#### 400 m Lagen
| Platz | Land                | Athlet           | Zeit     |
| ----- | ------------------- | ---------------- | -------- |
| 1     | Australien          | Matthew Dunn     | 04:06,89 |
| 2     | Volksrepublik China | Xie Xufeng       | 04:12,52 |
| 3     | USA                 | Ron Karnaugh     | 04:12,53 |
| 3     | Deutschland         | Christian Keller | 04:12,53 |

### Staffel

#### Staffel 4 × 100 m Freistil
| Platz | Land        | Athleten                                                               | Zeit     |
| ----- | ----------- | ---------------------------------------------------------------------- | -------- |
| 1     | Deutschland | - Lars Conrad - Christian Tröger - Alexander Lüderitz - Aimo Heilmann  | 03:14,08 |
| 2     | Schweden    | - Fredrik Letzler - Anders Holmertz - Ola Fagerstrand - Lars Frölander | 03:14,22 |
| 3     | Australien  | - Michael Klim - Scott Logan - Richard Upton - Jeffrey English         | 03:14,83 |

#### Staffel 4 × 200 m Freistil
| Platz | Land            | Athleten                                                               | Zeit        |
| ----- | --------------- | ---------------------------------------------------------------------- | ----------- |
| 1     | Australien      | - Michael Klim - Grant Hackett - Bill Kirby - Matthew Dunn             | 07:02,24 WR |
| 2     | Schweden        | - Anders Lyrbring - Anders Holmertz - Lars Frölander - Fredrik Letzler | 07:05,61    |
| 3     | Verein. Königr. | - Paul Palmer - Andrew Clayton - Mark Stevens - James Salter           | 07:05,81    |

#### Staffel 4 × 100 m Lagen
| Platz | Land            | Athleten                                                                 | Zeit        |
| ----- | --------------- | ------------------------------------------------------------------------ | ----------- |
| 1     | Australien      | - Adrian Radley - Philip Rogers - Geoff Huegill - Michael Klim           | 03:30,66 WR |
| 2     | Russland        | - Wladimir Selkow - Stanislaw Lopuchow - Denis Pankratow - Roman Jegorow | 03:32,56    |
| 3     | Verein. Königr. | - Martin Harris - Richard Maden - James Hickman - Mark Foster            | 03:32,61    |

## Schwimmen Frauen

### Freistil

#### 50 m Freistil
| Platz | Land                | Athlet         | Zeit     |
| ----- | ------------------- | -------------- | -------- |
| 1     | Deutschland         | Sandra Völker  | 00:24,70 |
| 2     | USA                 | Jenny Thompson | 00:24,78 |
| 3     | Volksrepublik China | Le Jingyi      | 00:24,83 |

#### 100 m Freistil
| Platz | Land                | Athlet         | Zeit     |
| ----- | ------------------- | -------------- | -------- |
| 1     | USA                 | Jenny Thompson | 00:53,46 |
| 2     | Deutschland         | Sandra Völker  | 00:53,50 |
| 3     | Volksrepublik China | Le Jingyi      | 00:53,72 |

#### 200 m Freistil
| Platz | Land                | Athlet            | Zeit        |
| ----- | ------------------- | ----------------- | ----------- |
| 1     | Costa Rica          | Claudia Poll      | 01:54,17 WR |
| 2     | Volksrepublik China | Yin Nian          | 01:56,24    |
| 3     | Slowakei            | Martina Moravcová | 01:56,66    |

#### 400 m Freistil
| Platz | Land        | Athlet          | Zeit        |
| ----- | ----------- | --------------- | ----------- |
| 1     | Costa Rica  | Claudia Poll    | 04:00,03 WR |
| 2     | Australien  | Natasha Bowron  | 04:05,76    |
| 3     | Deutschland | Kerstin Kielgaß | 04:07,13    |

#### 800 m Freistil
| Platz | Land        | Athlet          | Zeit     |
| ----- | ----------- | --------------- | -------- |
| 1     | Australien  | Natasha Bowron  | 08:26,45 |
| 2     | Deutschland | Kerstin Kielgaß | 08:28,10 |
| 3     | Niederlande | Carla Geurts    | 08:28,96 |

### Schmetterling

#### 100 m Schmetterling
| Platz | Land                | Athlet         | Zeit        |
| ----- | ------------------- | -------------- | ----------- |
| 1     | USA                 | Jenny Thompson | 00:57,79 WR |
| 2     | Volksrepublik China | Cai Huijue     | 00:57,92    |
| 3     | USA                 | Misty Hyman    | 00:57,95    |

#### 200 m Schmetterling
| Platz | Land                | Athlet         | Zeit     |
| ----- | ------------------- | -------------- | -------- |
| 1     | Volksrepublik China | Liu Limin      | 02:07,20 |
| 2     | Japan               | Hitomi Kashima | 02:07,34 |
| 3     | USA                 | Misty Hyman    | 02:07,54 |

### Rücken

#### 100 m Rücken
| Platz | Land                | Athlet      | Zeit     |
| ----- | ------------------- | ----------- | -------- |
| 1     | Volksrepublik China | Lu Donghua  | 00:59,75 |
| 2     | Volksrepublik China | Chen Yan    | 01:00,14 |
| 3     | USA                 | Misty Hyman | 01:00,17 |

#### 200 m Rücken
| Platz | Land                | Athlet       | Zeit     |
| ----- | ------------------- | ------------ | -------- |
| 1     | Volksrepublik China | Chen Yan     | 02:07,50 |
| 2     | USA                 | Misty Hyman  | 02:07,66 |
| 3     | USA                 | Lia Oberstar | 02:08,29 |

### Brust

#### 100 m Brust
| Platz | Land       | Athlet              | Zeit     |
| ----- | ---------- | ------------------- | -------- |
| 1     | Australien | Kristy Ellem        | 01:08,27 |
| 2     | Polen      | Alicja Pęczak       | 01:08,33 |
| 3     | Ukraine    | Switlana Bondarenko | 01:08,39 |

#### 200 m Brust
| Platz | Land       | Athlet         | Zeit     |
| ----- | ---------- | -------------- | -------- |
| 1     | Australien | Kristy Ellem   | 02:22,68 |
| 2     | Rumänien   | Larisa Lacusta | 02:25,60 |
| 3     | Polen      | Alicja Pęczak  | 02:25,62 |

### Lagen

#### 200 m Lagen
| Platz | Land            | Athlet            | Zeit     |
| ----- | --------------- | ----------------- | -------- |
| 1     | Schweden        | Louise Karlsson   | 02:11,19 |
| 2     | Slowakei        | Martina Moravcová | 02:11,21 |
| 3     | Verein. Königr. | Sue Rolph         | 02:12,39 |

#### 400 m Lagen
| Platz | Land        | Athlet        | Zeit     |
| ----- | ----------- | ------------- | -------- |
| 1     | Australien  | Emma Johnson  | 04:35,18 |
| 2     | Deutschland | Sabine Herbst | 04:36,02 |
| 3     | Kanada      | Joanne Malar  | 04:37,46 |

### Staffel

#### Staffel 4 × 100 m Freistil
| Platz | Land                | Athleten                                                                   | Zeit        |
| ----- | ------------------- | -------------------------------------------------------------------------- | ----------- |
| 1     | Volksrepublik China | - Le Jingyi - Chao Na - Shan Ying - Nian Yin                               | 03:34,55 WR |
| 2     | Deutschland         | - Simone Osygus - Antje Buschschulte - Katrin Meißner - Sandra Völker      | 03:34,69    |
| 3     | Schweden            | - Johanna Sjöberg - Louise Karlsson - Malin Svahnström - Therese Alshammar | 03:38,07    |

#### Staffel 4 × 200 m Freistil
| Platz | Land                | Athleten                                                              | Zeit        |
| ----- | ------------------- | --------------------------------------------------------------------- | ----------- |
| 1     | Volksrepublik China | - Wang Luna - Nian Yin - Chen Yan - Shan Ying                         | 07:51,92 WR |
| 2     | Schweden            | - Johanna Sjöberg - Josefin Lillhage - Louise Jöhncke - Malin Nilsson | 07:56,04    |
| 3     | Australien          | - Julia Greville - Natasha Bowron - Lise Mackie - Emma Johnson        | 07:56,12    |

#### Staffel 4 × 100 m Lagen
| Platz | Land                | Athleten                                                      | Zeit     |
| ----- | ------------------- | ------------------------------------------------------------- | -------- |
| 1     | Volksrepublik China | - Lu Donghua - Han Xue - Cai Huijue - Le Jingyi               | 03:57,83 |
| 2     | USA                 | - Lia Oberstar - Amanda Beard - Misty Hyman - Jenny Thompson  | 03:58,94 |
| 3     | Australien          | - Meredith Smith - Kristy Ellem - Angela Kennedy - Sarah Ryan | 04:01,55 |